# Moshe Sharet
Moshe Sharet (în ebraică משה שרת, la naștere Moshé Shertok; n. 16 octombrie 1894, Herson, gubernia Herson, Imperiul Rus – d. 7 iulie 1965, Ierusalim, Israel) a fost un om politic social democrat israelian, evreu născut în Ucraina, care a îndeplinit funcția de prim ministru al Israelului de la 26 ianuarie 1954 până la 3 noiembrie 1955, în perioada când David Ben Gurion a decis să se retragă de la cârma țării și să se stabilească la Sde Boker, în deșertul Negev. Om de cultură și desăvârșit orator, Moșe Șaret a fost cel dintâi ministru de externe al Israelului între anii 1948 și 1956 și este unul din părinții fondatori ai statului evreiesc modern.

## Copilăria și anii stăpânirii otomane
Moshé Shertok (Sharet) s-a născut la 15 octombrie 1894, în orașul Herson din Ucraina. Tatăl său, Yakov Shertok (inițial Certok) , ziarist și scriitor, membru al mișcării sioniste „Bilu”, emigrase în anul 1882 în Palestina, aflată atunci sub dominație otomană. În 1906 el s-a întors temporar în Imperiul Rus, ca să revină în Palestina în anul 1906, împreună cu soția, Fanya, născută Lev, și cu copiii lor, Moshe și Yehuda. După o scurtă ședere în Jaffa, au trăit circa doi ani în satul arab palestinian Ein Saniya, la nord de Ramallah, unde Moshé a învățat să vorbească limba arabă.
În 1908 familia Shertok s-a mutat în Neve Tzedek, lângă așezarea Ahuzat Bait de pe malul Mării Mediterane, în nordul Iaffei, care, în anul următor, 1909, va deveni Tel Aviv.
După studii la gimnaziul ebraic „Herzliya” în prima promoție de elevi a acestuia, și pe care le-a terminat cu rezultate excelente, a plecat la Istanbul pentru a studia dreptul și a putea apoi reprezenta în fața autorităților turcești interesele noii colectivități evreiești ce se cristaliza în Palestina. Între timp în 1913 i-a murit tatăl, Yaakov. În anul 1914, când a izbucnit primul război mondial, Moshé Shertok a fost nevoit să-și întrerupă studiile și să se întoarcă în Palestina, unde a fost activ în mișcarea de încetățenire otomană în rândurile evreilor din Palestina. A predat un timp limba turcă în școlile evreiești. Un timp a lucrat la Damasc alături de inginerul Gedalya Zilberstein, iar în 1916 s-a înrolat în armata otomană. A urmat la Istanbul un curs de ofițeri și, datorită excelentei stăpâniri a limbilor turcă, germană și arabă, a servit ca locotenent translator militar, o parte din timp și sub comandă germană, pe fronturile macedonian, apoi în sud-transiordanian și Siria. Pentru aceasta a fost decorat cu Crucea de fier germană și cu o Medalie de merit a Imperiului Otoman.

## Activitatea sa politică în Palestina mandatară
După război, după instaurarea dominației britanice, în anul 1919, ca secretar al Comitetului de deputați ai așezării evreiești din Palestina și ca membru al „Secției pentru probleme arabe și pământuri” a acestui comitet, s-a numărat printre asistenții lui Yehoshua Hankin, în activitatea acestuia de cumpărare de pământuri pentru reașezarea agricolă evreiască în Palestina .
În aceasta perioadă i-a cunoscut pe activiștii sioniști Dov Hoz și Eliyahu Golomb (fondator al Hagana) care s-au căsătorit cu surorile sale - Rivka și, respectiv, Ada.
În Anglia a cunoscut-o pe Tzipora Meirov, originară din Bielorusia, care învăța acolo tehnologia industriei laptelui. În 1922 s-a căsătorit cu ea, iar în anul 1928 li s-a născut primul fiu, Yaakov. 
În 1921 a plecat la Londra pentru a studia științele politice la London School of Economics and Political Science. Revenit în Palestina după încheierea studiilor, s-a alăturat partidului socialist Ahdut Haavodá și redacției ziarului sindicalist ebraic „Davar”. După unificarea partidelor Ahdut Haavoda și Hapo'el Hatzair în Mapai (Partidul muncitorilor din Eretz Israel) a devenit membru al acestui partid de tendință social democrată (1930). În anul următor, 1931, s-a mutat la Ierusalim unde a fost numit adjunct al lui Haim Arlosoroff, șeful Departamentului Politic al Organizației Sioniste. I-a succedat după asasinarea acestuia la Tel Aviv în anul 1933. A fost în această calitate responsabilul cu relațiile externe al Organizației Sioniste vreme de 15 ani până la proclamarea Statului Israel în mai 1948, cand a devenit ministru de externe în primele guverne ale acestuia.
Ca șef al Departamentului Politic, Shertok a dus negocieri cu autoritățile britanice, a depus eforturi pentru continuarea recolonizării Palestinei cu evrei, pentru planificarea așezărilor de tip "Zid și turn" (Homa umigdal), pentru construirea portului Tel Aviv după Intifada arabă din 1936 - 1939, ca răspuns la suspendarea serviciilor docurilor portului arab al Jaffei. Shertok a participat la înființarea poliției evreiești 'Hebrew Settlement Police Force' (în ebraică - Heil hanotrim), în uniforme britanice, ca prelungire legală a activității organizației subterane de apărare Haganá. A coordonat apariția și depunerea mărturiilor părții evreiești în fața comisiilor de anchetă britanice, americane și ulterior ale ONU care soseau în Palestina.
În timpul celui de-al doilea război mondial Moșe Șertok a încurajat înrolarea voluntară a evreilor din Palestina în Brigada combatantă evreiască - the Fighting Jewish Brigade, în cadrul armatei britanice, pentru a lua parte la efortul de război antinazist. Soldați evrei au efectuat în cadrul acesta și acțiuni militare secrete, precum mai multe parașutări pe teritoriul țărilor afiliate Axei. După terminarea războiului, când colectivitatea evreilor din Palestina a ajuns în relații de ostilitate cu puterea mandatară britanică, pusă pe compromisuri greu de acceptat față de partea arabă, britanicii au procedat la masive acțiuni polițienești, de percheziții în căutare de arme și au efectuat arestări în masă. La 29 iunie 1946, în așa numita „Duminică neagră”, au fost arestați numeroși conducători ai evreilor, între care cel cu poziția cea mai însemnată a fost Moșe Șertok. 
A fost deținut vreme de patru luni la închisoarea Latrun. În cele din urmă, Regatul Unit a fost nevoit să aducă problema viitorului Palestinei în fața Națiunilor Unite. 
Moșe Șertok a jucat un rol de frunte în strădaniile pentru obținerea aprobării de către ONU a planului de împărțire a Palestinei între un stat evreiesc și unul arab, plan care contravenea obiectivelor politicii britanice și se lovea de împotrivirea statelor arabe.

## Cel dintâi ministru de externe al Israelului
Ca ministru de externe, sub numele ebraizat Moshe Sharet, a organizat eforturile pentru primirea Israelului în ONU în anul 1949 și a participat la evenimentul oficial. A participat la stabilirea de relații diplomatice din primele zile ale existenței Israelului cu Uniunea Sovietică și țările din Europa de Est, între care și România, de asemenea cu SUA. A participat împreună cu Ben Gurion și cu Nahum Goldmann la obținerea acordului de despăgubiri cu R.F. Germania în 1952, ceea ce a fost de mare ajutor dezvoltării Israelului. 
Din 1953 relațiile de colaborare dintre Sharet și premierul Ben Gurion s-au răcit considerabil, diferendele dintre ei focalizându-se mai cu seamă în jurul acțiunilor de represalii inițiate de Ben Gurion și de mai mulți ofițeri superiori, și care erau destinate să împiedice infiltrarea de guerrilleri fedayun palestineni pe teritoriul Israelului. Fedainii inițiau acțiuni de teroare contra populației civile israeliene aflate aproape de granița cu Egiptul și cu Iordania. Șaret opta însă pentru o politică mai prudentă, temându-se de escaladarea conflictului.

## La conducerea guvernului
După ce Ben Gurion a demisionat din funcția de prim ministru la sfârșitul anului 1953, la 26 ianuarie1954 Moshé Sharet a fost numit prim ministru al Israelului, îndeplinind în continuare, în paralel, și funcția de ministru de externe. Eșecul unei penibile acțiuni de spionaj israeliene care fusese descoperită în Egipt în iulie 1954 - și în care agenți israelieni recrutaseră evrei sioniști locali pentru a provoca atentate contra unor instituții occidentale și a compromite noul regim naționalist al Ofițerilor liberi - ("Afacerea rușinoasă"), a dus la demisia ministrului apărării Pinhas Lavon și la revenirea lui Ben Gurion la Ministerul Apărării. Sharet însuși nu fusese informat de această inițiativă a serviciilor de spionaj. În cele din urmă, din 1955 Ben Gurion a preluat din nou și conducerea guvernului. Iar în cursul pregătirii împreună cu Franța și Marea Britanie a campaniei din Sinai (criza Suezului) împotriva Egiptului, Ben Gurion a preferat să-l oblige pe Șarett să demisioneze la 18 iunie 1956 pentru a nu-i pune bețe în roate. În octombrie 1956 armata israeliană a ocupat Sinaiul. Sharet a înțeles că în aceste condiții și-a încheiat în mare parte activitatea politică.

## Ultimii ani ai vieții
A rămas totuși deputat în Knesset până la moartea sa în 1965. Fiind și om de litere, din anul 1957 Sharet a devenit directorul editurii "Am Oved", cea mai importantă casă de editură legată de instituțiile social democrate, de asemenea președintele Seminarului Beit Berl, aparținând tot de mișcarea social democrată. În anul 1961 a fost ales președintele Agenției Evreiești.
În anul 1965, bolnav, în cărucior de invalid, a rostit ultimul său discurs memorabil, la plenara partidului Mapai, în care a blamat presiunile făcute de fostul premier Ben Gurion de a ancheta iarăși Afacerea rușinoasă. Neavând majoritate, Ben Gurion a părăsit atunci partidul înființând o listă politică personală, Rafi (Lista muncitorească israeliană).
Moshe Sharet a murit la 7 iulie 1965 la Ierusalim, în vreme ce îndeplinea funcția de președinte al Agenției Evreiești. A fost înmormântat conform dorinței sale la Tel Aviv, la Cimitirul Trumpeldor, un fel de Panteon național neoficial al Israelului. 

## Viața privată
A fost căsătorit cu Tzipora, născută Meirov. A avut trei copii - o fiică, scriitoarea Yael Medini (născută în 1931), și doi fii - Yaakov (1927-2022) și Haim (născut în 1933). În 1940 sora sa, Rivka, împreună cu soțul ei Dov Hoz, și cu fiica lor cea mare, Tirtza, precum si cumnata sa, Tzivya Sharet, soția fratelui său cel mare, compozitorul Yehuda Sharet, și alte două persoane, au murit într-un accident de avion. 
A lăsat un jurnal voluminos, publicat postum de către fiul său, publicistul Yaakov Sharet.

## In memoriam
- Cartiere (Ramat Sharet la Ierusalim, Kiryat Sharet la Holon și Raanana, Neve Sharet la Tel Aviv) și străzi în orașele Israelului îi poartă numele.
- Fondul Sharet - creat de Sharet în 1955, distribuie burse unor tineri israelieni care se disting în muzică, dans, arte plastice, cinema, teatru și arhitectură
- 1993 - Fiul sau Yaakov Sharet a întemeiat Asociația pentru patrimoniul lui Moshe Sharet, care a publicat scrierile salem inclusiv pe internet
- Banca Israel a tipărit vreme de mulți ani bancnote de 20 de shekeli cu portretul său
- Școli la Tel Aviv, Holon, Kfar Saba, Netanya, Kiryat Ono. Bat Yam și Nof Hagalil îi poartă numele. Între anii 1940-2005 la Paris a funcționat școala israeliană Moshe Sharet.
- Casa functionarului din Ierusalim s-a numit Moshe Sharet, până la vânzarea ei în 1998.
- Arhiva Partidului Muncii din Israel îi poartă numele
- Institutul oncologic al Spitalului Hadassa Ein Kerem din Ierusalim îi poartă numele
- În pădurea Megginim s-a înființat un monument de comemorare a lui Moshe Sharet, alcatuit din nouă stânci pe care sunt însemnate date însemnate din viața sa

## Cărți
- 1957 - Mashot beAsia - “Vâslă în Asia”, Editura Davar, 1957 - jurnal de călătorie din Asia
- Beshaar haumot - “La poarta națiunilor” 1957- discursuri politice
- “Booklet of Poetry Translations” Brosura de traduceri de poezii (1957) {1958}
- Fading lights 1965
- Jurnal politic 1968-79, 1978, postum - îngrijit de fiul său Yaakov Sharet
- “We’ll meet, and maybe not” 1998 postum